# Sant Gallard
Sant Gallard es una localidad española del municipio tarraconense de Las Pilas, en la comunidad autónoma de Cataluña.

## Geografía
El lugar está ubicado al sur de Santa Coloma de Queralt, junto al río Gayá.

## Historia
A mediados del siglo XIX, el lugar, por aquel entonces mencionado como una aldea del ayuntamiento de Pilas, contaba con una población de 35 habitantes. La localidad aparece descrita en el decimotercer volumen del Diccionario geográfico-estadístico-histórico de España y sus posesiones de Ultramar de Pascual Madoz de la siguiente manera: 

SAN GALLART: ald. en la prov. de Tarragona (8 leg.), part. jud. de Momblach (4), aud. terr. y c. g. de Barcelona (12), dióc. de Vich (16), ayunt. de Pilas (2/3). sit. en el declive de una cuesta, con esposicion al S.; goza de buena ventilacion y clima sano. Tiene varias casas y un oratorio con culto público, anejo de la parr. de Sta. Coloma de Queralt. El térm. confina al N. con el del pueblo citado de Sta. Coloma; E. Bellprat; S. Pontils, y O. Figuerola. El terreno es de mediana calidad; le fertiliza en r. Gayá, y le cruzan varias veredas. prod.: cereales y poco vino; cria caza de liebres, perdices y conejos. pobl.: 7 vec., 35 alm. cap. prod. 613,166 rs. imp.: 18,384.
(Madoz, 1849, p. 724)

En 2022 la entidad singular de población tenía empadronados 12 habitantes y el núcleo de población 2 habitantes.